# کنوانسیون باپتیست برزیل
کنوانسیون باپتیست برزیل (به پرتغالی:Convenção Batista Brasileira) یک فرقه مسیحی باپتیست در برزیل است، که به اتحاد جهانی باپتیست وابسته است. دفتر مرکزی در ریو دو ژانیرو است.

## تاریخچه

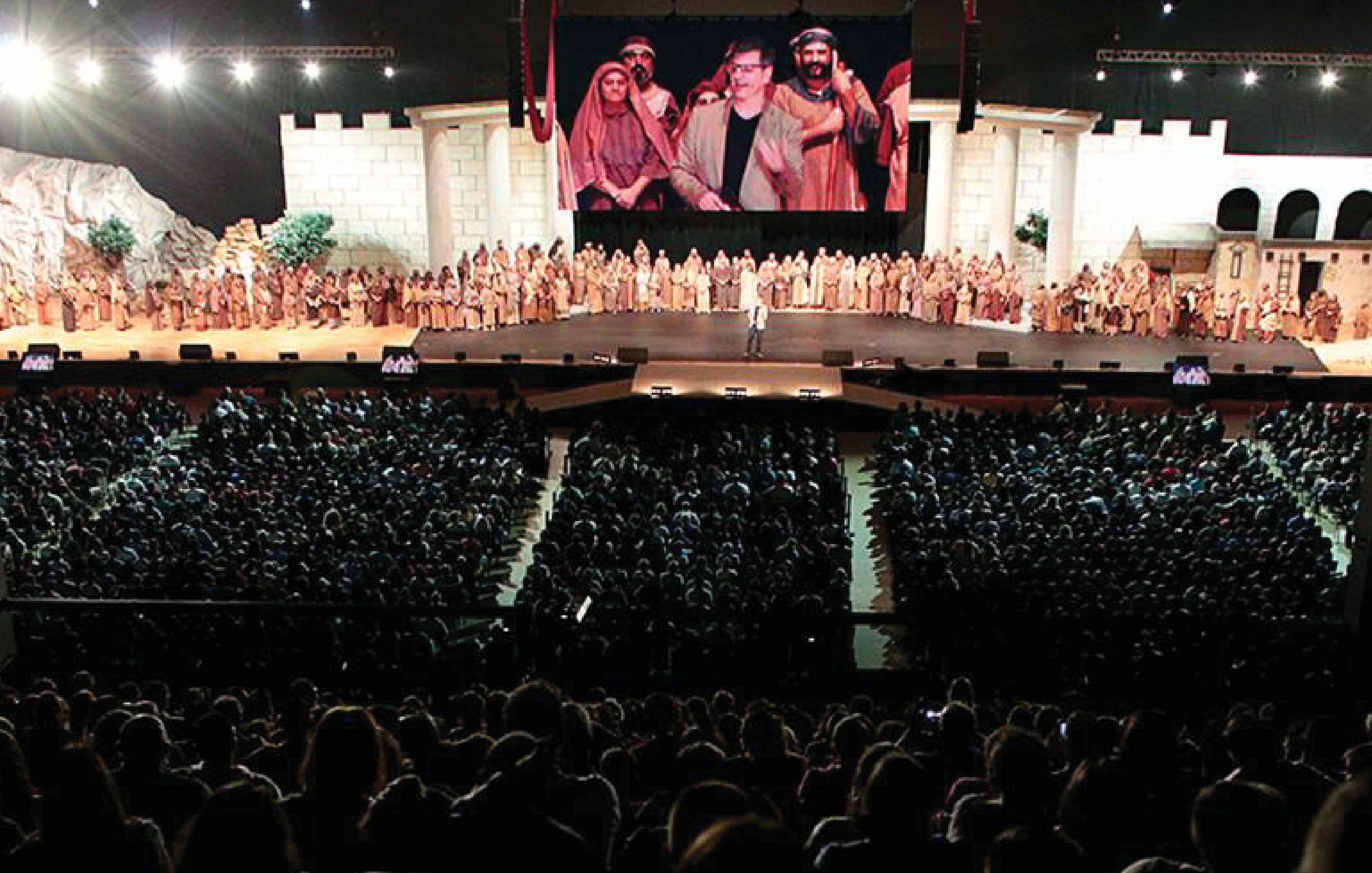
نمایش زندگی عیسی در Igreja da Cidade، وابسته به کنوانسیون باپتیست برزیل, در سائو ژوزه دوس کامپوس, برزیل, ۲۰۱۷

کنوانسیون باپتیست برزیل منشأ خود را در تأسیس اولین کلیسای باپتیست در سالوادور، باهیا در سال ۱۸۸۲، توسط یک مأموریت آمریکایی از هیئت بین‌المللی مأموریت دارد. در سال ۱۰۹۷ تأسیس شد. طبق سرشماری فرقه‌ای که در سال ۲۰۲۰ منتشر شد، ۹۰۱۸ کلیسا و ۱,۷۹۰,۲۲۷ عضو داشت.

## برنامه های اجتماعی
کنوانسیون چندین برنامه اجتماعی را از طریق "Missões Nacionais" به ویژه برای بازپروری معتادان به مواد مخدر، رقص و ورزش و برای جوانان محله های محروم و اسکان کودکان یتیم هماهنگ می کند

## سفیران سلطنتی
سازمان 'Embaixadores do Rei' (سفیران سلطنتی به  زبان فارسی) حضور چشمگیری در این فرقه دارد. این سازمان مسئول بیداری تبلیغی و حرفه ای کشیش ها در طول ۷۰ سال حضور در برزیل است.

## بیشتر ببینید
کتاب مقدس
تولد دوباره (مسیحیت)
عیسی